# Agustín Parrado y García
Agustín Parrado y García (Fuensaldaña, 5 ottobre 1872 – Granada, 8 ottobre 1946) è stato un cardinale e arcivescovo cattolico spagnolo.

## Biografia
Nacque a Fuensaldaña il 5 ottobre 1872.
Papa Pio XII lo elevò al rango di cardinale nel concistoro del 18 febbraio 1946.
Morì l'8 ottobre 1946 all'età di 74 anni.

## Genealogia episcopale e successione apostolica
La genealogia episcopale è:
- Cardinale Scipione Rebiba
- Cardinale Giulio Antonio Santori
- Cardinale Girolamo Bernerio, O.P.
- Arcivescovo Galeazzo Sanvitale
- Cardinale Ludovico Ludovisi
- Cardinale Luigi Caetani
- Cardinale Ulderico Carpegna
- Cardinale Paluzzo Paluzzi Altieri degli Albertoni
- Papa Benedetto XIII
- Papa Benedetto XIV
- Cardinale Enrico Enriquez
- Cardinale Francisco de Solís Folch de Cardona
- Vescovo Agustín Ayestarán Landa
- Arcivescovo Romualdo Antonio Mon y Velarde
- Cardinale Francisco Javier de Cienfuegos y Jovellanos
- Cardinale Cirilo de Alameda y Brea, O.F.M.
- Cardinale Juan de la Cruz Ignacio Moreno y Maisanove
- Arcivescovo Victoriano Guisasola y Rodríguez
- Cardinale José María Cos y Macho
- Arcivescovo Julián de Diego y García Alcolea
- Cardinale Agustín Parrado y García

La successione apostolica è:
- Vescovo Diego Ventaja Milán (1935)
- Vescovo Tomás Gutiérrez Díez (1935)
- Vescovo Manuel Hurtado y García (1943)
- Vescovo Rafael Alvarez Lara (1943)
- Vescovo Francisco Cavero y Tormo (1945)